# Gaddska huset
Gaddska huset är ett av de äldsta kvarvarande bostadshusen i staden Ronneby som överlevde stadsbranden år 1864. Byggnaden kom genom sin historia att få en lokal kulturhistorisk betydelse på flera sätt. Byggnaden är utpekad i gällande äldre stadsplan från 1971 som kulturhistoriskt värdefull. Syftet med den ändring av stadsplanen som gjordes var att möjliggöra en flytt av flera kulturhistoriska byggnader som hotades av rivning till obebyggda tomter i den medeltida stadskärnan Bergslagen. I samband med beslutet att omdana kvarteret Victor till Domus-varuhus iscensattes också en flytt av byggnaden som i sin helhet rullades genom stadsdelen Bergslagen och över den medeltida kyrkogården till Heliga Kors kyrka. Då kyrkan omgärdas av en meterhög mur lyftes huset vid två tillfällen över muren innan det sattes på plats i kvarteret Jarl på Möllebackstorgets västra sida. Huset har därefter fått sitt namn efter den ägare som såg till att få huset flyttat istället för att rivas, vilken också är densamma som under större delen av 1900-talet på egen hand fotodokumenterat förändringar i stadsbilden och därefter testamenterat bildsamlingen till Ronneby kommun.